# Labradoryzacja

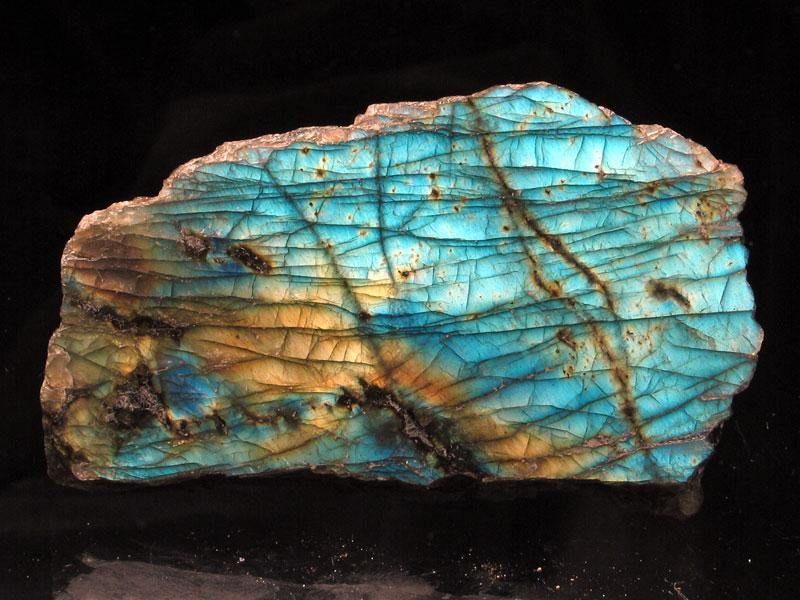
Labradoryzacja na krysztale labradoru

Labradoryzacja (labradorescencja) – intensywna gra barw (tzw. schillerescencja) w metalicznie lśniących odcieniach na powierzchniach niektórych minerałów, zwłaszcza u labradoru. Często są to niebieskie i zielone efekty, lecz również można zaobserwować wszystkie inne barwy widma.
Zjawisko to powodują drobne, blaszkowe lub igiełkowe inkluzje różnych minerałów np. magnetyt, hematyt, rutyl, tytanit, miedź.
Przyczyną labradoryzacji jest interferencja światła na najcieńszych płytkach.